# Gothic 3
Gothic 3 («Готика 3») — компьютерная игра, третья Action/RPG из серии Gothic от немецкой студии Piranha Bytes, выпущенная 13 октября 2006 года издателем JoWooD Productions. Это прямое продолжение Gothic II. Помимо основной игры, было выпущено коллекционное издание, содержащее бонусные коллекционные материалы. Позднее, 1 ноября 2008 года JoWooD выпустила отдельное дополнение под названием Gothic 3: Forsaken Gods, разработанное индийской компанией Trine Games. Перед этим, 15 января того же года, JoWooD выпустила мобильную ролевую игру Gothic 3: The Beginning, разработанную немецкой компанией Handy-Games GmbH. В 2010 году был выпущен спин-офф серии под названием Arcania (до 2013 года — Arcania: Gothic 4).
Игра получила смешанные отзывы критиков.

## Сюжет
Сюжетная линия «Готики 3» стартует в том же месте, где завершилась «Готика 2».
Главный Герой, вместе с несколькими друзьями, приобретёнными во время первых двух игр, приплывает на ранее принадлежавшем паладинам парусном корабле к побережью королевства Миртана в центральном регионе материка Мидленд (Midland, Срединная земля).
Весь материк делится на три основные территории:
- Нордмар (Nordmar) — суровый северный регион со сложным рельефом, населённый наиболее сильными монстрами и отличающийся наиболее опасными заданиями, по умолчанию все лагери орков данной местности настроены к главному герою враждебно (так как сюжетно является финальной территорией);
- Миртана (Myrtana) — цветущий центральный регион с густыми лесами, шумными водопадами и реками, умеренный климат которого позволил развить здесь не только ремесла и боевые искусства, а также земледелие и скотоводство, освоить и обезопасить большую часть территории;
- Варант (Varant) — жаркий южный регион, представленный преимущественно бесплодными песчаными пустынями и древними руинами, в тени которых искатель приключений может найти как логово смертоносных существ, так и несметные сокровища.

После длительной борьбы королевство людей Миртана проиграло войну против вторгшихся орков. Согласно местной мифологии, эти события стали результатом конфликта за власть над миром смертных двух богов-братьев Инноса и Белиара. Первый — классический бог света, порядка и огня, покровительствует людям Миртаны и королю Робару Второму, является также источником силы главного героя (если верить тёмному магу Ксардасу). Белиар воплощает классическую тёмную сторону, даруя своим приспешникам власть над мёртвыми, демонами и стихией молнии. За войной своих братьев безучастно наблюдает старший и наиболее могущественный бог воды Аданос, в целом соблюдающий нейтралитет. После создания океана и суши, он удалился от мира и позволил начаться конфликту, влияя на своё творение так мало, что поклоняющийся ему народ кочевников оказался на грани уничтожения ассасинами, агрессивными последователями Белиара.
Едва сойдя с корабля у портового города Ардея, игроку с сотоварищами придётся останавливать вторжение орков в город. После игрок может направиться в любую точку Миртаны, Варанта или Нордмара, разумеется, если сможет осилить тамошних противников.
В игре существует 3 варианта прохождения с разными концовками:
- за короля Миртаны Робара Второго и бога Инноса;
- за сторонников бога Белиара – орков и ассасинов;
- и против обоих богов, за мага Ксардаса.

В игре три главные фракции, от выбора которой в наибольшей степени зависит концовка игры. Игроку предоставляется полная свобода действий. В зависимости от его решений, к главному герою будет меняться отношение тех или иных персонажей, будет открываться или закрываться доступ к различным квестам. С другой стороны, во время прохождения можно почувствовать явную неравнозначность выбора стороны по множеству аспектов. Сюжет с первой минуты вынуждает сражаться вместе с персонажами первых двух игр против орков, которые ранее были безусловными противниками. Как экономически выгоднее, так и эмоционально приятнее противостоять оркам и их союзникам ассасинам, захватывая крепости и замки, освобождая города и рабов в них. При выборе в пользу Белиара, главному герою как наёмнику придётся терпеть насмешки и высокомерие захватчиков, за вознаграждение более низкого качества предавать давних знакомых и союзников, убивать персонажей женского пола и тех, кто оказывает игроку намного более уважительный и заботливый приём.

## Технические данные
Готика 3 разработана с использованием игрового движка Genome Engine (собственной разработки Piranha Bytes, который поддерживает такие технологии, как Hyper Threading и шейдеры третьей версии, реализует технологию анимации лиц EmotionFX и др.).

## Музыка
Главный композитор и идеолог музыкальной составляющей «Готики 3» — Кай Розенкранц (нем. Kai Rosenkranz).
Для записи музыки в «Готике 3» были приглашены симфонический оркестр немецкого города Бохум (запись основной музыкальной темы), немецкая группа Corvus Corax, японская группа GOCOO, американская певица Лизабет Скотт (англ. Lisbeth Scott), Пражский филармонический хор.
Саундтрек был выпущен отдельным диском.

## Выход на консоли
В конце 2006 года в интернет просочилась информация о том, что Microsoft вела переговоры с Piranha Bytes по поводу портирования Gothic 3 на консоль Xbox 360. После этого многие фанаты серии Gothic ждали релиза игры на Xbox 360, однако он так и не состоялся. Возможно, отмена релиза была связана с трудностями с переносом игры на консоль (ведь на время выхода игра была полна недоработок, исправленных только после выходов патчей).
1 августа 2025 года компания THQ Nordic анонсировала выход Gothic 3 в составе трилогии на консоли PlayStation 4, PlayStation 5, Xbox One и Xbox Series X/S, намеченный на 2026 год.

## Критика
| Сводный рейтинг | Сводный рейтинг |
| Агрегатор       | Оценка          |
| --------------- | --------------- |
| GameRankings    | 63,94 %         |

Gothic 3 имела внушительный коммерческий успех, к марту 2007 года продажи в мире превысили 500 000 копий, а за два её выпуска было продано 100 000 единиц. Игра получила смешанные отзывы критиков, согласно агрегатору обзоров Metacritic.

## Продолжение

### Gothic 3: The Beginning
За оригинальной Gothic 3 последовала мобильная игра Gothic 3: The Beginning, разработанная Handy-Games GmbH и выпущенная JoWooD Productions. Действие происходит за 140 лет до событий первой игры, на острове Хоринис. Ксардаса, сироту, воспитанного фермерами, однажды ночью посещает призрак Бутомара. Призрак рассказывает юному Ксардасу о неизвестной угрозе и просит его найти остальных четырех Избранных.

### Gothic 3: Forsaken Gods
Gothic 3: Forsaken Gods — независимое от оригинальной игры дополнение к Готике 3. Разработкой проекта занималась индийская компания Trine Games, релиз состоялся 21 ноября 2008 года.
Действие игры происходит в королевстве Миртана спустя два года после событий Готики 3. Из оригинальных трёх концовок предыдущей части взята в основу концовка за Ксардаса. По сюжету дополнения, герою вновь предстоит спасти королевство Миртана в ожесточённых схватках и поединках, выбирая мораль праведного выбора или лютой ожесточённости.